# Sân bay Granada
Sân bay Federico García Lorca Granada-Jaén (IATA: GRX, ICAO: LEGR),cũng có tên là Sân bay quốc tế Granada, là một sân bay phục vụ tỉnh và thành phố Granada, ở Tây Ban Nha. Sân bay này không phục vụ thành phố hay tỉnh Jaén dù có chữ Jaén trong tên gọi. Sân bay này tọa lạc gần Chauchina và Santa Fe, khoảng 15 km về phía tây của Granada và 100 km về phía nam của Jaén. Ngày 13 tháng 6 năm 2006, sân bay này chính thức được đặt tên theo nhà thơ Federico García Lorca quê Granada. Phần lớn các tuyến bay là nội địa, có 3 tuyến quốc tế nối với Liverpool, London, và Milano.

## Số liệu thống kê
Số lượt khách và lượt chuyến từ năm 2000:
| Year        | 2000    | 2001    | 2002    | 2003    | 2004    | 2005    | 2006      | 2007      | 2008      | 2009      | 2010    | 2011    | 2012    | 2013    | 2014    | 2015    | 2016    |
| ----------- | ------- | ------- | ------- | ------- | ------- | ------- | --------- | --------- | --------- | --------- | ------- | ------- | ------- | ------- | ------- | ------- | ------- |
| Lượt khách  | 509.442 | 514.966 | 486.756 | 525.869 | 590.931 | 875.827 | 1.086.236 | 1.467.625 | 1.422.013 | 1.187.813 | 978.254 | 872.752 | 728.428 | 638.288 | 650.544 | 707.268 | 753.142 |
| Lượt chuyến | 9,906   | 10.444  | 11.188  | 12.804  | 13.584  | 15.746  | 17.583    | 21.822    | 19.279    | 16.300    | 13.843  | 13.142  | 11.375  | 10.563  | 10.348  | 11.088  | 11.331  |

## Các hãng hàng không và tuyến bay
- Air Europa (Palma de Mallorca)
- Iberia (Madrid)
  - Iberia cung ứng bởi Air Nostrum (Las Palmas de Gran Canaria [bắt đầu từ24 Tháng 7], Mellila)
- Ryanair (Bologna, East Midlands, Girona, Liverpool, London-Stansted, Madrid [bắt đầu từ 15 tháng 7], Milan-Orio al Serio)
- Vueling Airlines (Barcelona)